# PZA Loara
Beim PZA Loara (polnisch Przeciwlotniczy Zestaw Artyleryjski; deutsch „Flugabwehrkanonen System“) handelt es sich um einen vollautonomen, allwetterkampffähigen FlaK-Panzer (FlakPz) polnischer Produktion.

## Beschreibung
Der Flugabwehrkanonenpanzer wurde in den späten 1990er-Jahren in Polen entwickelt und basiert weitestgehend auf dem Chassis des PT-91 Twardy. Ursprünglich war der PZA Loara als Ergänzung für den Flugabwehrraketenpanzer PZR LOARA geplant, doch das PZR-LOARA-Projekt wurde eingestellt. Es verwendet die bewährte Oerlikon 35-mm-Maschinenkanone. Die polnische Armee verwendet zwei Exemplare zu Testzwecken. Insgesamt war geplant, 48 Fahrzeuge anzuschaffen. Allerdings erfolgte schließlich keine Einführung in die polnische Armee.

## Technik
Der Flugabwehrpanzer ist mit zwei Radarsystemen ausgestattet. Zur Zielaufklärung verfügt der PZA Loara am Turmheck über ein leistungsfähiges abklappbares 3D-Rundsuchradar mit einer Reichweite von 26 Kilometern. Es kann gleichzeitig 64 Ziele verfolgen und identifizieren. Das Suchradar kann auch während der Fahrt des Panzers betrieben werden (engl. Search on the Move), wobei die Daten jede Sekunde aktualisiert werden. An der Turmfront befindet sich das Folgeradar. Zusätzlich ist das Fahrzeug mit einem Laser-Entfernungsmesser, TV- und FLIR-Kameras ausgestattet. Diese Ausrüstung befähigt den PZA Loara in Gebieten zu operieren, die von starker elektronischer Störstrahlung beeinflusst sind. Die Reaktionszeit des Systems liegt unter zehn Sekunden. Effektiv kann der PZA Loara tieffliegende, etwa 500 m/s schnelle Luftziele bis zu einer Höhe von 5000 Metern bekämpfen. Zudem kann das Fahrzeug leicht gepanzerte Bodenziele bekämpfen.

## Ähnliche Systeme
- 96K6 Panzir (Russland)
- 2K22 Tunguska (Russland)
- Gepard (Deutschland)
- Typ 87 (Japan)
- K-30 (Südkorea)
- Marksman (Vereinigtes Königreich)